# Coltello da sub

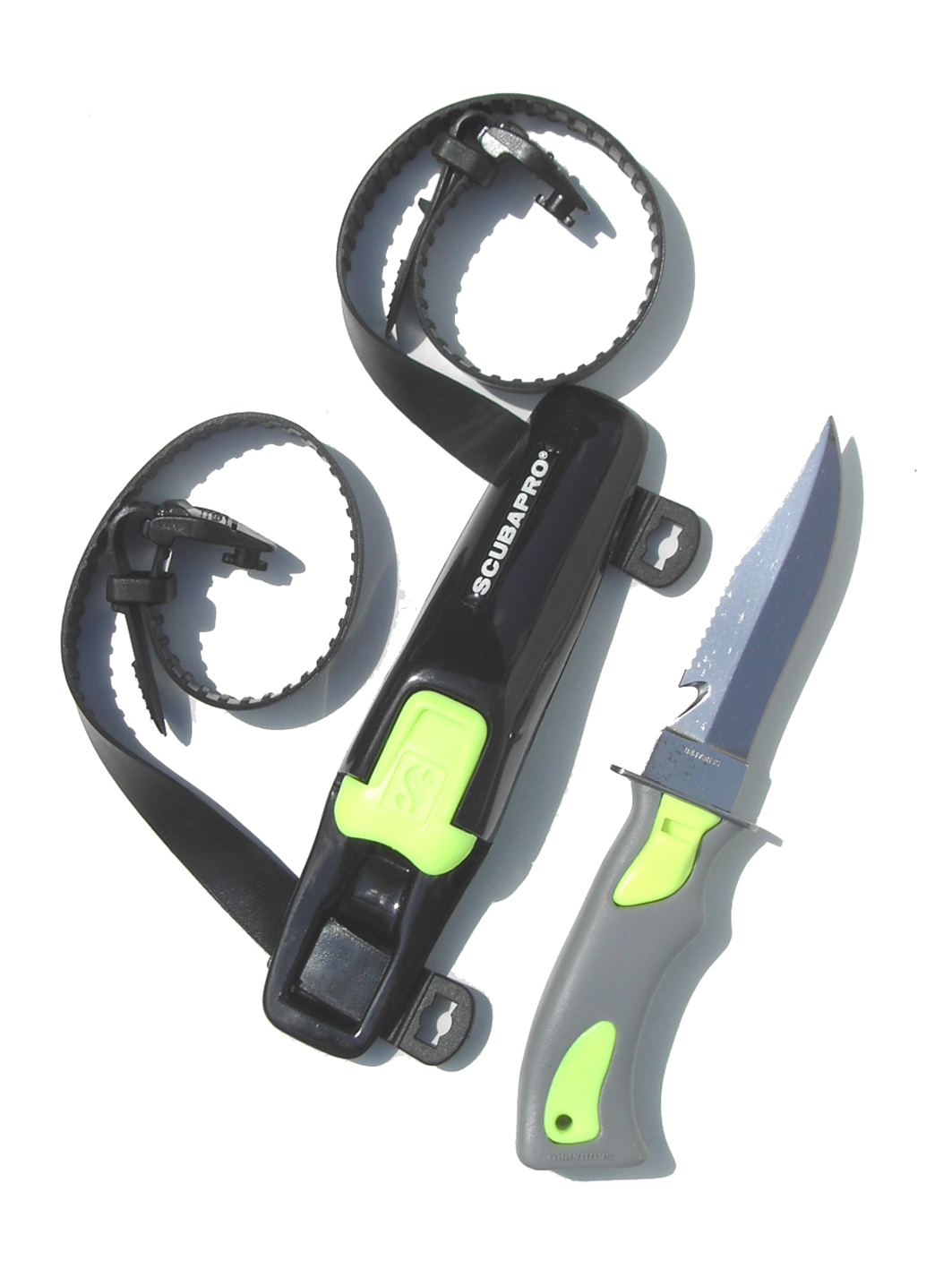
Coltello da sub della Scubapro

Un coltello da sub è un coltello adatto alla attività subacquea.

## Descrizione
Solitamante è un coltello a lama fissa con impugnatura con grip. La lama solitamente è a singolo tagliente con in alcuni casi una seghettatura sul lato opposto, ma esistono anche varianti a doppa lama, pugnali a tutti gli effetti e in alcuni paesi considerati armi. 
Possono essere usati come leva (lama) e martello (impugnatura). L'impugnatura è solitamente ingrandita rispetto a un coltello terrestre dato il quasi esclusivo impiego con guanti da muta.

## Impiego
Può essere usato come coltello di emergenza, sia in fase di immersione che sull'imbarcazione.
Solitamente il coltello è nero ma alcuni modelli presentano marcature sull'impugnatura, appariscenti per la rintracciabilità in caso di perdita.

## Varianti
I più grossi vengono indossati con fodero avente due bande per il fissaggio alla gamba, sul polpaccio. I coltelli più piccoli vengono anche indossati sulle braccia o nel giubbotto da assetto, in tal caso il sub sarà limitato dalla indossabilità dell'orologio o dal computer.
Possono avere lama in inox, dato che la maggior parte degli acciai tradizionali non resistono alla salinità con effetti corrosivi.
Materiale alternativo è la ceramica. Vengono offerti anche coltelli a lama in titanio.